# Malvina Polo

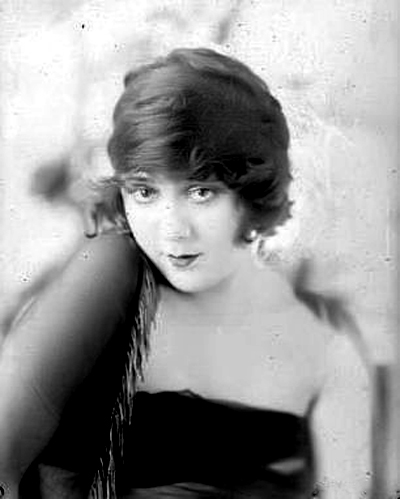
Una foto dell'attrice

Malvina Polo (26 luglio 1903 – San Juan Capistrano, 6 gennaio 2000) è stata un'attrice statunitense.

## Biografia
Figlia d'arte, i genitori erano gli attori Eddie Polo ed Alice Finch, interpretò alcuni film dell'epoca del muto. Dopo il matrimonio con il ballerino Jeronimo "Carlos" Quiroga, fratello del coreografo Alex Romero, decise di abbandonare la recitazione per dedicarsi alla famiglia e collaborando ai costumi delle "Ice Follies" realizzate dal marito.

## Filmografia parziale
- The Yellow Streak (1921)
- Femmine folli (Foolish Wives) di Erich Von Stroheim (1922)
- Der Fluch der Habgier (1922)
- La donna di Parigi (A Woman of Paris: A Drama of Fate) di Charlie Chaplin (1923)
- Wolves of the North (1924)